# 科蒙 (吉伦特省)
科蒙（法語：Caumont，法語發音：[komɔ̃]）是法国吉伦特省的一个市镇，属于朗贡区。

## 地理
科蒙（44°41'42"N, 0°0'17"W）面积7.58 平方千米，位于法国新阿基坦大区吉倫特省，该省份为法国西南部沿海省份，是法國本土面积最大的省，北起滨海夏朗德省，西临大西洋，南至朗德省，东南接洛特-加龍省，东临多爾多涅省。
与科蒙接壤的市镇（或旧市镇、城区）包括：卡佐吉塔、卡斯泰尔莫龙-达尔布雷、克莱拉克、里蒙、圣马丹迪皮、吉耶讷地区索沃泰尔。

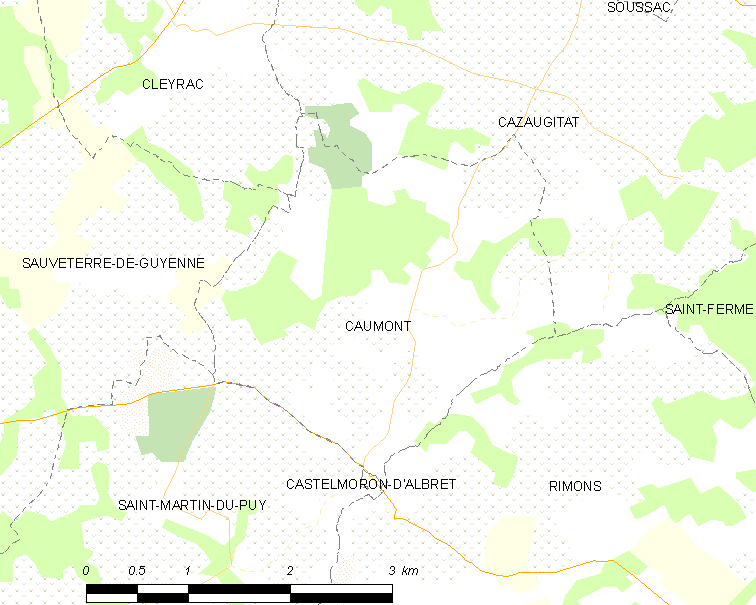
的OSM定位图

科蒙的时区为UTC+01:00、UTC+02:00（夏令时）。

## 行政
科蒙的邮政编码为33540，INSEE市镇编码为33112。

## 政治
科蒙所属的省级选区为勒雷奥莱-莱巴斯蒂德县。

## 人口

1962-2008年间人口变化图示

科蒙于2022年1月1日时的人口数量为134人。